# بويان جامينا
خطأ لوا في mw.text.lua على السطر 25: bad argument #1 to 'match' (string expected, got nil).
بويان جامينا هو لاعب كرة قدم بوسني في مركز الوسط، ولد في 5 فبراير 1979 في سراييفو في البوسنة والهرسك. شارك مع منتخب البوسنة والهرسك تحت 21 سنة لكرة القدم. أما مع النوادي، فقد لعب مع جيلييزنيتشار ساراييفو ونادي أو إف كيه بيوغراد ونادي سيليك زينيكا.